# JMFビル阿倍野01
JMFビル阿倍野01は、大阪府大阪市阿倍野区にある商業施設である。旧称「エコーアクロスビル」、「Gビル阿倍野01」。

## 概要
1968年から2001年まで営業していたホテルエコーオーサカの跡地に建設され、キリンエコーが運営していた。
地上からも歩道橋からも中に入れ、エスカレーター部分がガラスで覆われ先進的な印象を与えている。
2015年10月1日に日本リテールファンド投資法人（現：日本都市ファンド投資法人）がJA三井リース建物から41億円で取得した。
所有者の日本リテールファンド投資法人が日本都市ファンド投資法人に名称変更したことに伴い、2021年4月16日にGビル阿倍野01からJMFビル阿倍野01に名称変更した。

## テナント
- 9階 - ホットヨガスタジオLAVA天王寺店（2012年6月1日オープン）
- 8階 -
- 7階 - 能開センター 大学受験館 天王寺校（2013年2月2日開校）
- 6階 - 能開の個別指導 Axis
- 5階 - 能開センター 中学受験専門館 天王寺校
- 4階 - 
アニメイトカフェ天王寺（2012年12月1日オープン[3]）
らしんばん天王寺店（2012年11月17日オープン）
カードラボ天王寺店（2012年11月23日オープン）
- 3階 - アニメイト天王寺
- 2階 - ジーンズメイト天王寺店
- 1階 - ドコモショップ天王寺店

### 過去に出店していたテナント
- ディスクピア
- ABCクラフト天王寺店

エコーアクロスビルのオープン時より、4階～8階の5フロアで天王寺店を展開していた。あべのキューズモールのオープンを機に、8階の1フロアのみを残し、2011年4月26日に「あべのキューズモール店」として移転オープン。移転後も、8階は天王寺店（トールペイント専門館）として継続営業。約1年程は、天王寺店とあべのキューズモール店が併存していたが、2012年3月末に天王寺店を閉鎖、あべのキューズモール店に統合した。
- ヴォーグ学園大阪校（カルチャースクール）・・・9階で営業
- サーティワン天王寺店（2012年11月20日閉店）・・・1階で営業。2011年4月、「あべのキューズモール店」が開業したことにより、あべのキューズモールに店舗を集約した。

## 交通
天王寺駅や大阪阿部野橋駅を結ぶ阿倍野歩道橋直結で、交通の便は非常に良い。
- JR西日本、OsakaMetro：天王寺駅
- 近鉄南大阪線：大阪阿部野橋駅
- 阪堺上町線：天王寺駅前駅
- 大阪シティバス：阿倍野橋停留所